# Methanol
Methanol of methylalcohol (in België ook bekend als brandalcohol) is de eenvoudigste alcohol en heeft als brutoformule CH4O.
Methanol wordt vaak tot de primaire alcoholen gerekend, maar hoort daar volgens de strikte definitie niet bij. Het kenmerk van primaire alcoholen is dat er twee waterstofatomen direct naast de OH-groep zitten en bij methanol zijn dat er drie.

## Giftig bijproduct van alcoholische gisting
Bij alcoholische gisting van mengsels waarin zich pentosen (vijfwaardige suikers), zoals arabinose, bevinden kan methanol als bijproduct ontstaan (suikers zoals maltose en glucose zijn zeswaardig, oftewel hexosen). De vijfwaardige suiker xylose ontstaat bij afbraak van hemicellulose. Wanneer deze pentosen meegisten en er gisten aanwezig zijn die deze suikers kunnen omzetten (lang niet alle giststammen doen dit) ontstaat er (ook) methanol. De meeste ongelukken met methanol gebeuren echter door het consumeren van spiritus, vaak doordat bij sommigen de mythe leeft dat men de methanol eruit kan filteren of door eenvoudige destillatie kan verwijderen. Filteren is niet mogelijk en voor zuivering door destillatie is een gefractioneerde destillatie met een aanzienlijk scheidend vermogen nodig, doordat de kookpunten van ethanol en methanol vrij dicht bij elkaar liggen.

## Synthese
Methanol is behalve door gisting ook eenvoudig te synthetiseren uit gangbare chemische grondstoffen, steenkool of uit biomassa.
Methanol wordt tevens gemaakt uit aardgas (hoofdzakelijk methaan). Deze wordt met stoom over een nikkel-katalysator geleid, waarbij stoom in overmaat aanwezig is in een verhouding van 3:1.
Aardgas wordt dan gekraakt bij ongeveer 840 °C:
{\displaystyle {\ce {CH4 + H2O -> CO + 3 H2}}}
Een deel van het gevormde koolstofmonoxide reageert verder met de stoom:
{\displaystyle {\ce {CO + H2O -> CO2 + H2}}}
Deze reacties zijn hoofdzakelijk endotherm. Dit mengsel wordt vervolgens gecomprimeerd tot 100 bar en over een koper-katalysator geleid. De hoge druk is nodig om het evenwicht van de reacties te verschuiven naar rechts (principe van Le Chatelier). Hierdoor reageren koolstofmonoxide en waterstofgas met elkaar tot methanol:
{\displaystyle {\ce {CO + 2 H2 -> CH3OH}}}
Een alternatieve reactie is deze tussen koolstofdioxide en waterstofgas. Deze kan gebruikt worden om CO2 uit de atmosfeer te recycleren:
{\displaystyle {\ce {CO2 + 3 H2 -> CH3OH + H2O}}}
Deze reacties zijn hoofdzakelijk exotherm. De ontstane ruwe methanol wordt via destillatie gezuiverd, waarbij de nevenproducten water, alkanen en ethanol verwijderd worden.

## Power to liquid
Sinds 2012 produceert Carbon Recycling International (CRI) in Grindavík (IJsland) methanol uit CO2 en waterstofgas. Het waterstofgas wordt middels elektrolyse verkregen door elektriciteit uit een nabijgelegen geothermische elektriciteitscentrale. De beoogde jaarproductie is 50.000 liter per jaar. Hoewel deze fabriek de naam draagt van nobelprijswinnaar George Andrew Olah, gebruikt ze niet het proces waarvoor Olah samen met Robert Aniszfeld in 1994 de Nobelprijs won.
Nobelprijswinnaar George Andrew Olah en Robert Aniszfeld van de University of Southern California hebben in 2008 een octrooi verkregen voor de productie van methanol en afgeleide stoffen, met als grondstof niets anders dan lucht. Meer bepaald zouden de koolstofdioxide en de waterdamp uit de lucht (als bron van waterstof) gebruikt kunnen worden voor de productie van methanol. Dit proces is een voorbeeld van power to liquid. Dit proces (dat uiteraard ook een energiebron nodig heeft) wordt nog nergens toegepast.

## Toepassingen
Methanol is een van de meest gebruikte grondstoffen in de chemische industrie. Daarnaast kan het gebruikt worden als energiebron, op zichzelf of bijgemengd in brandstoffen.
Enkele chemische toepassingen van methanol zijn:
- De reactie van methanol met zuurstof levert formaldehyde.
- Met koolstofmonoxide vormt methanol azijnzuur.
- Met ammoniak vormt het mono-, di- en trimethylamine.
- Met HCl vormt het chloormethaan (methylchloride of Freon 40).
- Met zuren vormt het esters zoals methylacetaat of methylbenzoaat.
- Door dehydratie van methanol verkrijgt men dimethylether.
- MTO (methanol-to-olefines) is een chemisch proces om lichte olefines, voornamelijk etheen en propeen, te produceren uit methanol. Dat zijn zelf belangrijke grondstoffen voor de chemische nijverheid. Het proces maakt gebruik van de dehydratie tot dimethylether. Het mengsel van methanol en dimethylether wordt dan op hoge temperatuur over een katalysator geleid die bestaat uit een kristallijne aluminiumsilicaat-zeoliet (synthetisch of natuurlijk zoals erioniet en chabaziet)[3]
- MTG (methanol-to-gasoline) is een proces om hogere koolwaterstoffen uit methanol te bereiden, die als brandstof voor benzinemotoren kan gebruikt worden. Dit proces is gelijkaardig aan het MTO-proces, maar de lichte olefines worden verder omgezet in hogere koolwaterstoffen (alkanen, alkenen en naftenen)

In het kader van de toenemende schaarste aan fossiele brandstoffen is methanol een van de stoffen die zou kunnen worden gebruikt om energie chemisch op te slaan en te transporteren. Boven waterstof heeft methanol het voordeel dat het veel gemakkelijker en veiliger op te slaan en te transporteren is. Het zou zowel in verbrandingsmotoren als direct in elektrische brandstofcellen kunnen worden gebruikt. Toshiba heeft in 2005 een brandstofcel ontwikkeld die klein genoeg is om bijvoorbeeld een mobiele telefoon op te laten werken, en die eenvoudig met methanol kan worden bijgevuld. Methanol kan ook gebruikt worden om waterstof voor waterstofbrandstofcellen te produceren (bijvoorbeeld in auto's). De zo geproduceerde waterstof zou goedkoper zijn dan wanneer pure waterstof meegenomen wordt in speciale tanks en het kan langer opgeslagen worden zonder verliezen. Methanol wordt gebruikt bij de productie van biodiesel.
Methanol is ook een veelgebruikt organisch oplosmiddel en eluens.

## Toxicologie en veiligheid
Methanol is giftig bij inname: een van de gevolgen is blindheid en eventueel de dood. De minimale levensbedreigende dosering van methanol is 1 ml/kg lichaamsgewicht. Het wordt toegevoegd aan spiritus. Daardoor is spiritus ondrinkbaar en hoeft er geen drankaccijns over te worden betaald. Bij ondeskundige bereiding van gedistilleerde drank komt er weleens methanol terecht in het eindproduct, waardoor een zeer gevaarlijke drank ontstaat.
De vergiftigingsverschijnselen van methanol lijken enigszins op dronkenschap door ethanol en zijn zelfs over het algemeen lichter dan die bij een soortgelijke hoeveelheid ethanol. Na ongeveer 30 uur zal de ophoping van mierenzuur (hoofdzakelijk in de vorm van formiaationen) ten gevolge van de oxidatie van de methanol in het lichaam leiden tot een giftige bloedspiegel. De geïntoxiceerde kan plotseling het gezichtsvermogen geheel of gedeeltelijk verliezen en sterft bij een voldoende hoge dosis aan ademstilstand.
Een extreem voorbeeld van het gevaar is dat op 15 december 2011 er in de Indiase deelstaat West-Bengalen minstens 143 doden vielen als gevolg van het drinken van illegale giftige alcohol. Op 19 december 2016 vielen in de Russische stad Irkoetsk 49 doden na het drinken van badolie die methanol bevatte. In februari 2019 overleden meer dan 130 mensen na het drinken van een drank met alcohol en methanol in Assam, India.